# Edison Denisov
Edison Vasiljevitj Denisov (født russisk: Эдисо́н Васи́льевич Дени́сов, tr. Edisón Vasíljevitj Denísov den 6. april 1929 i Tomsk, Sibirske kraj (nu Tomsk oblast), Sovjetunionen, død 24. november 1996 i Paris, Frankrig) var en sovjetisk komponist og pianist.
Denisov komponerede værker, hvor tolvtoneteknikken er fremherskende bl.a. kantaten Solntse inkov (Inkaernes sol) og fem symfonier.

## Filmmusik
Denisov skrev filmmusik til en lang række sovjetiske film herunder til:
- Lebedev protiv Lebedeva
- Silnyje dukhom
- Alenkij tsvetotjek
- Bezymjannaja zvezda
- Idealnyj muzj
- Dvazjdy rozjdjonnyj
- Piry Valtasara, ili Notj so Stalinym